# Kwon Nara
Pour les articles homonymes, voir Kwon (homonymie).
Dans ce nom coréen, le nom de famille, Kwon, précède le nom personnel.
Kwon Nara (hangeul : 권나라) née le 13 mars 1991 à Incheon, est une actrice sud-coréenne, anciennement chanteuse et membre du girls band Hello Venus, dissous en 2019. Elle a légalement changé son nom pour se faire appeler Kwon Ah-yoon (hangeul : 권아윤).

## Biographie
Kwon Nara a fait ses études à la Dongduk Women's University.
Nara commence sa carrière en tant que stagiaire en intérim sous l'agence Fantagio Entertainment lorsqu'elle est au collège. C'est ainsi qu'elle rejoint le groupe Hello Venus sous son nom de scène « Nara ». Le groupe fait ses débuts le 9 mai 2012 avec le mini-album Venus, contenant quatre pistes.
Hormis ses activités de groupe, Nara apparaît en 2012 dans la série Take Care of Us, Captain en incarnant une hôtesse de l'air, dans le 20e épisode du drama, avec une autre membre de Hello Venus, Yooyoung.
En 2017, Nara décroche son premier rôle principal dans la série dramatique et romantique de SBS, Suspicious Partner,.
En 2018, elle joue simultanément dans deux dramas, My Mister et Your Honor, diffusés sur SBS.
En 2019, Kwon Nara obtient une nouvelle fois le rôle principal, cette fois-ci dans le drama Doctor Prisoner, diffusé sur KBS. 
En juin 2019, Nara quitte son agence pour signer avec la compagnie A-Man Project. 
En 2020, elle joue dans le drama à succès de JTBC Itaewon Class, basé sur le webtoon du même nom. La série est un succès mondial et est devenue le septième drama coréen le mieux noté de l'histoire de la télévision coréenne,.

## Filmographie

### Séries télévisées
| Année | Titre                       | Rôle                              | Chaîne         |
| ----- | --------------------------- | --------------------------------- | -------------- |
| 2012  | Take Care of Us, Captain    | Une hôtesse de l'air (apparition) | SBS            |
| 2013  | After School Lucky or Not   | Une hôtesse de l'air (apparition) | Naver TV Cast  |
| 2014  | I Need Romance (saison 3)   | Une hôtesse de l'air (apparition) | tvN            |
| 2014  | Single Cunning Lady         | Une hôtesse de l'air (apparition) | MBC            |
| 2014  | After School Lucky or Not 2 | Mal-soon (apparition)             | Naver TV Cast  |
| 2016  | Entertainer                 | Song-hee (apparition)             | SBS            |
| 2017  | Suspicious Partner          | Cha Yoo-jung                      | SBS            |
| 2018  | My Mister                   | Choi Yoo-ra                       | tvN            |
| 2018  | Your Honor                  | Joo-eun                           | SBS            |
| 2019  | Doctor Prisoner             | Han So-geum                       | KBS 2TV        |
| 2020  | Itaewon Class               | Oh Soo-ah                         | JTBC / Netflix |
| 2021  | Bulgasal: Immortal Souls    | Min Sang-woon                     | tvN / Netflix  |

### Films
| Année | Titre                | Rôle             | Notes          | Références |
| ----- | -------------------- | ---------------- | -------------- | ---------- |
| 2006  | Mr. Wacky            | High School Girl | Apparition     |            |
| 2016  | Fantasy of the Girls | Ha-nam           | Rôle principal | [ 16 ]     |